# Shams Tabrizi
Shams-i Tabrīzī (in lingua persiana شمس تبریزی; Tabriz, 1185 – Khoy, 1248) è stato un mistico, poeta e filosofo persiano accreditato di essere stato il maestro e guida spirituale di Gialal al-Din Rumi, che lo ha ricordato con deferenza nelle sue opere, in particolare in Diwan-i Shams-i Tabrīzī. Secondo la tradizione, Shams insegnò a Rumi in isolamento a Konya per un periodo di quaranta giorni, prima di fuggire a Damasco. La tomba di Shams-i Tabrizi è stata recentemente proposta per essere riconosciuta come patrimonio dell'umanità dell'UNESCO.

## Biografia

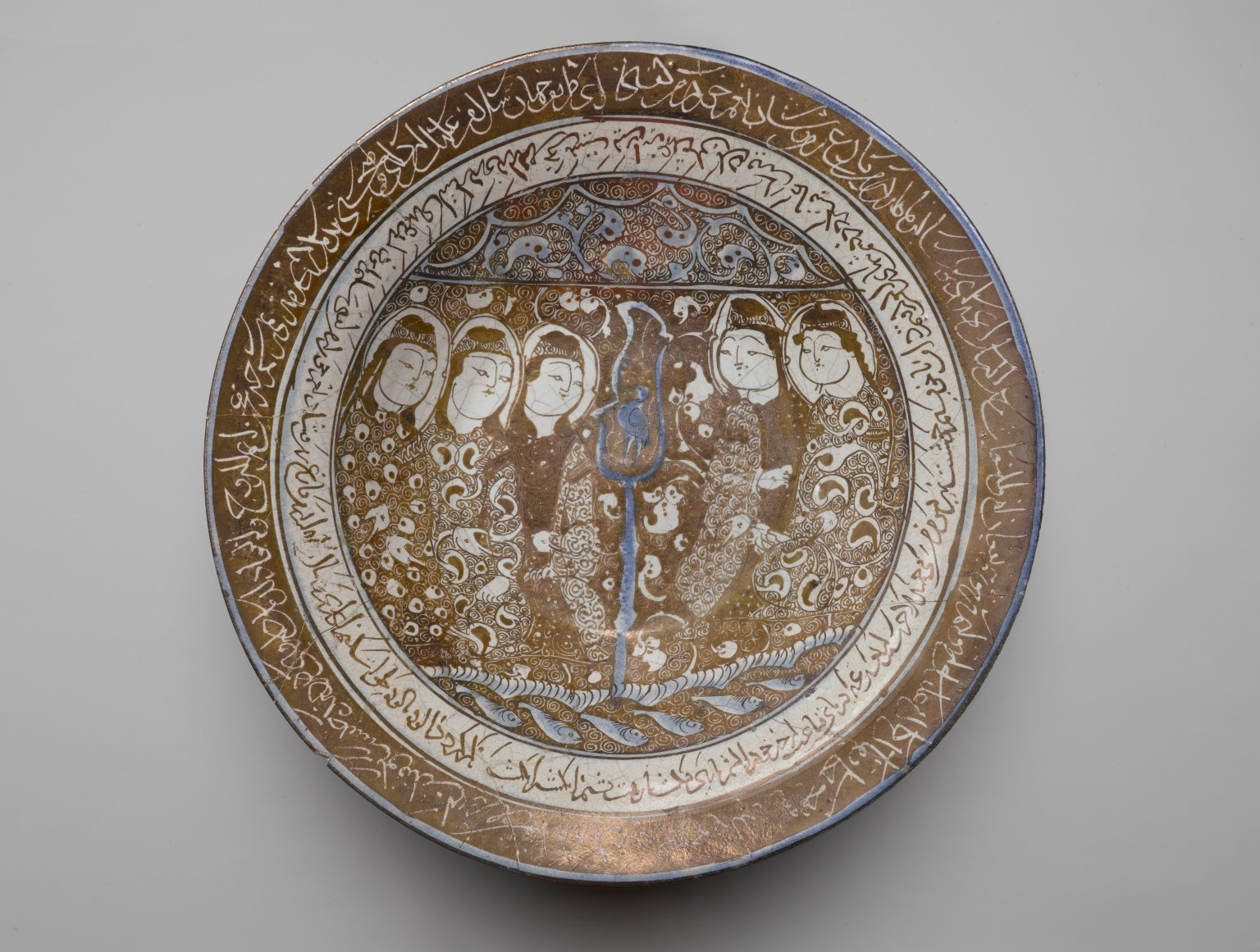
Bowl of Reflections, inizi XIII secolo. Brooklyn Museum

Secondo Sipah Salar, un devoto e intimo amico di Rumi che passò quaranta giorni in sua compagnia, Shams era il figlio dell'Imam Ala al-Din. In un'opera intitolata Manāqib al-‘arifīn (Elogi degli gnostici), Aflaki nomina un certo ‘Ali come padre di Shams-i Tabrīzī e il nonno come Malikdad. Basando apparentemente i suoi calcoli sul Maqālāt (Conversazioni) di Hajji Bektash Veli, Aflaki suggerisce che Shams giunse a Konya all'età di sessant'anni. Comunque, diversi studiosi hanno messo in dubbio l'affidabilità di Aflaki.
Shams studiò a Tabriz e fu discepolo di Baba Kamal al-Din Jumdi. Prima di incontrare Rumi, sembra abbia viaggiato di luogo in luogo procurandosi il sostentamento con la tessitura di cesti e la vendita di guaine. Nonostante la sua occupazione come tessitore, Shams ricevette l'epiteto di "ricamatore" (zarduz) in vari racconti biografici tra cui quello dello storico persiano Dawlatshah. Questa, tuttavia, non è l'occupazione elencata da Hajji Bektash Veli nel Maqalat ed è stato piuttosto l'epiteto dato all'imam ismailita imam Shams al-Din Muhammad, che lavorò come ricamatore mentre viveva in anonimato a Tabriz. Il trasferimento dell'epiteto alla biografia del mentore di Rumi suggerisce che la biografia di questo imam deve essere stata conosciuta ai biografi di Shams-i Tabrizi. Le specificità di come si è verificato questo trasferimento, tuttavia, non sono ancora note.

### Primo incontro di Shams con Rumi
Il 15 novembre 1244, un uomo vestito di nero dalla testa ai piedi, giunse alla famosa locanda dei mercanti di zucchero di Konya. Il suo nome era Shams Tabrizi. Egli dichiarò di essere un mercante itinerante. Come è stato detto nel libro di Hajji Bektash Veli, "Makalât", cercava qualcosa che pensava di trovare a Konya. Alla fine trovò Rumi a cavallo.
Un giorno Rumi stava leggendo accanto a una grande pila di libri. Shams Tabriz, passando, gli chiese: "Che cosa stai facendo?" Rumi rispose sarcastico: "C'è qualcosa che non si può capire." (Questa è la conoscenza che non può essere compresa dagli ignoranti.) All'udire questo, Shams gettò la pila di libri in una pozza d'acqua nelle vicinanze. Rumi frettolosamente mise in salvo i libri e con sua grande sorpresa erano tutti asciutti. Rumi chiese poi a Shams, "Che cosa è questo?" Al che Shams rispose, "Mowlana, questo è ciò che non puoi capire." (Questa è la conoscenza che non può essere compresa dai dotti.)
Una seconda versione del racconto dice che Shams passava accanto a Rumi che, ancora una volta, stava leggendo un libro. Rumi lo considerò uno sconosciuto ignorante. Shams chiede a Rumi cosa stava facendo, alla cui domanda Rumi risponde, "Qualcosa che non puoi capire!" In quel momento, i libri improvvisamente presero fuoco e Rumi chiese Shams di spiegargli cosa era successo. La sua risposta fu: "Qualcosa che non puoi capire.
Un'altra versione del primo incontro è la seguente: nel mercato di Konya, in mezzo alle bancarelle del cotone, dei venditori di zucchero e di verdure, Rumi passava circondato dai suoi allievi. Shams afferrò le redini del suo asino e bruscamente sfidò il maestro con due domande. "Chi è stato il più grande mistico, Bayazid [un santo sufi] o Maometto?» domandò Shams. "Che strana domanda! Maometto è più grande di tutti i santi," rispose Rumi. "Allora, perché Maometto disse a Dio: Io non sapevo come avrei dovuto, mentre Bayazid proclamò, Sia gloria a me! Come esaltata è la mia gloria! [Cioè, egli rivendicò Dio in se stesso]?" Rumi spiegò che Maometto era stato il più grande dei due, perché Bayazid poteva essere riempito di capacità da parte di un'unica esperienza di benedizioni divine. Si perse completamente e venne riempito da Dio. La capacità di Maometto era illimitata e non poteva mai essere colmata. Il suo desiderio era infinito, e lui aveva sempre sete. In ogni momento era sempre più vicino a Dio, e si pentì di essergli stato lontano in passato. Per questa ragione egli disse: "Io non ti ho ho mai conosciuto come avrei dovuto". Si narra che, dopo questo scambio di parole, Rumi sentì una finestra aperta in cima alla sua testa e vide salire il fumo verso il cielo. Gridò, cadde a terra, e perse conoscenza per un'ora. Shams, dopo aver sentito queste risposte, si rese conto che era faccia a faccia con l'oggetto del suo desiderio, quello che aveva pregato Dio di mandargli. Quando Rumi si svegliò, prese la mano di Shams, e i due tornarono alla scuola di Rumi insieme a piedi.
Dopo diversi anni di studio con Rumi a Konya, Shams si trasferì a Khoy. Col passare degli anni, Rumi attribuì sempre di più a Shams l'influenza sulla sua poesia in segno di amore per il suo amico e maestro scomparso. Nella poesia di Rumi, Shams diventa una guida dell'amore di Allah (Creatore) per gli uomini; Shams era un sole ("Shams" significa "sole" in arabo) brillante di luce come guida per il giusto cammino per eludere il buio del cuore, della mente e del corpo di Rumi sulla terra. La fonte dell'insegnamento di Shams è stata la conoscenza di ʿAlī ibn Abī Ṭālib, che è chiamato anche il padre del Sufismo.

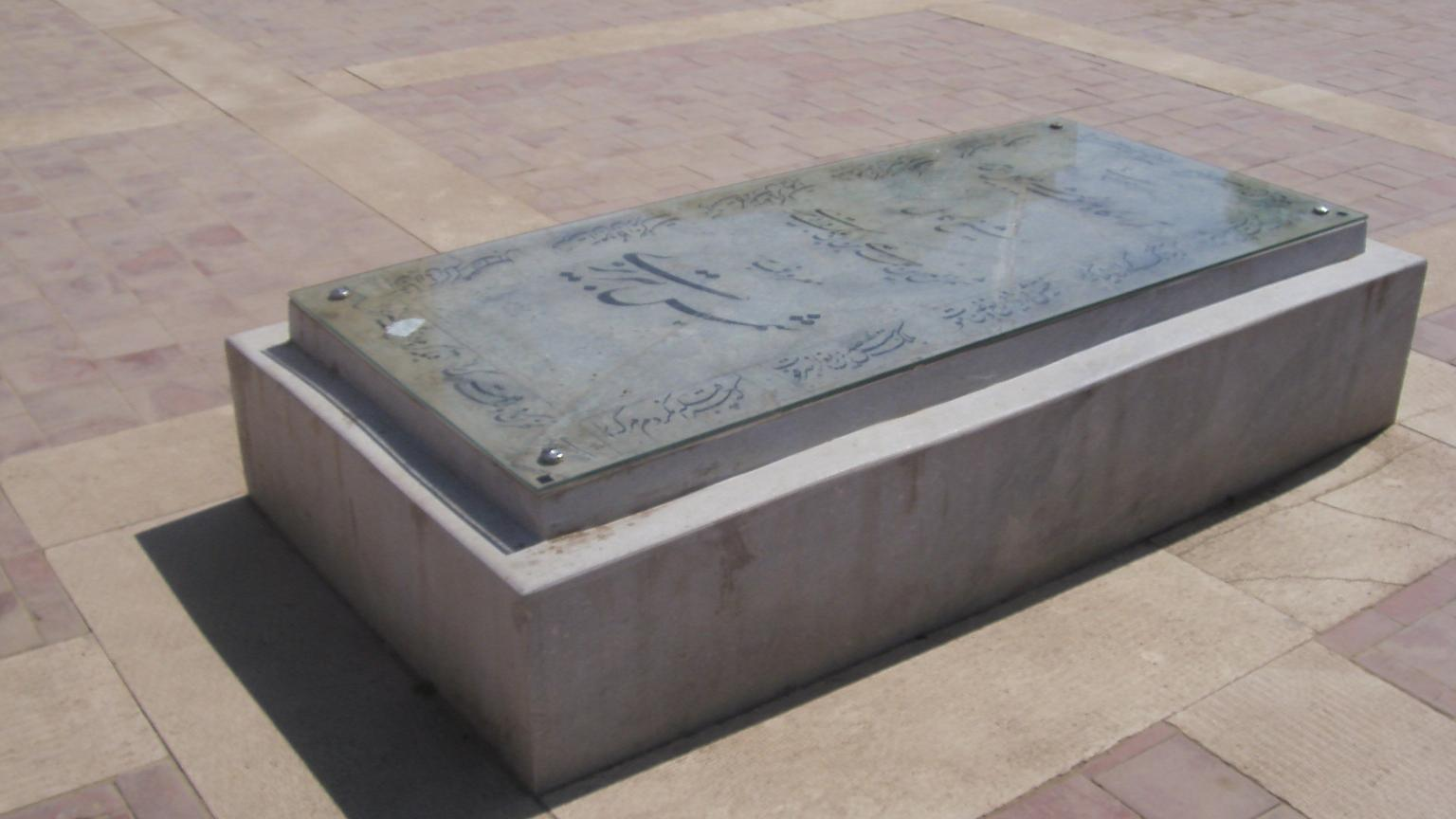
Tomba di Shams Tabrizi

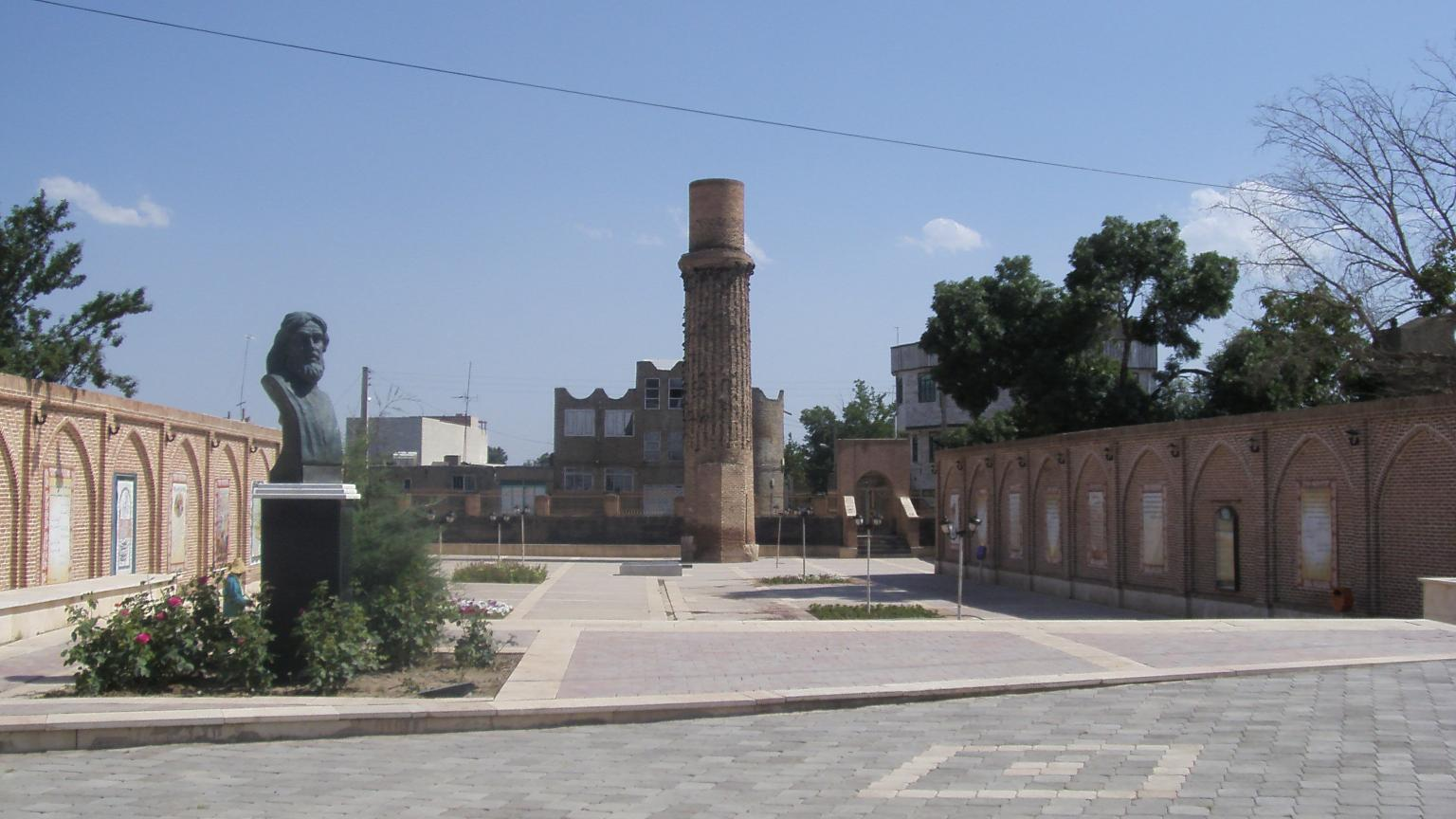
Tomba di Shams Tabrizi

## Morte
Secondo la tradizione sufi contemporanea, Shams Tabrizi scomparve misteriosamente: alcuni dicono che venne ucciso da discepoli di Rumi che erano gelosi dell'amicizia intima che c'era tra Rumi e Shams, ma secondo alcune fonti egli lasciò Konya e morì a Khoy dove venne tumulato. Esistono diversi siti che rivendicano le sue spoglie, uno in una remota regione del Karakorum, nel nord del Pakistan, in una località chiamata Ziarat, vicino al villaggio di Shimshall. Sultan Walad, figlio di Rumi, nel suo Walad-Nama mathnawi menziona che Shams scomparve misteriosamente da Konya senza dare specifici dettagli.
La tomba di Shams Tabrizi a Khoy, accanto ad una torre in un parco memoriale, è stata proposta per essere inserita tra i patrimoni dell'umanità dell'UNESCO.

## Discorsi di Shams Tabrīzī
I Maqalat-e Shams-e Tabrizi (Discorsi di Shams-i Tabrīzī) è un'opera in prosa, in lingua persiana, scritta da Shams. Sembra che il Maqalat sia stato scritto durante gli ultimi anni di vita di Shams, come suoi discorsi di uomo anziano. Nel complesso, danno un'interpretazione mistica dell'Islam e contengono consigli spirituali.
Alcuni estratti dal Maqalat permettono di percepire i pensieri di Shams:
- La benedizione è un eccesso, per così dire, un eccesso di tutto. Non accontentarti di essere un faqih (studioso di religione), dì che vuoi di più - più di essere un sufi (un mistico), più che essere un mistico - più di ogni cosa che viene prima di te.
- Un brav'uomo non si lamenta di nessuno; egli non vede i difetti.
- La gioia è come acqua pura; ovunque essa scorre, crescono fiori meravigliosi... Il dolore è come un fiume nero; ovunque scorre appassisce i fiori.
- E la lingua persiana, com'è? Piena di tanta eleganza e bontà, tale che i significati e l'eleganza che si trovano nella lingua persiana non si trovano nell'arabo.[11]

Una raccolta di poesia mistica, carica di sentimenti devozionali e forti inclinazioni 'Alid, è stata attribuita a Shams-i Tabrizi in tutto il mondo islamico persiano. Studiosi come Gabrielle van den Berg hanno talvolta messo in dubbio che queste opere siano state davvero scritte da Shams-i Tabrizi. Tuttavia gli studiosi successivi hanno sottolineato che potrebbe invece essere che il nome Shams-i Tabriz sia stato utilizzato per più di una persona. Van den Berg suggerisce che questa identificazione sia lo pseudonimo di Rumi. Tuttavia si riconosce che, nonostante il gran numero di poesie attribuite a Shams, che compongono il repertorio devozionale degli ismailiti di Badakhshan, la stragrande maggioranza di essi non può essere situato in una delle opere esistenti di Rumi. Piuttosto, come osserva Virani, alcuni di questi si trovano nel "Rose Garden di Shams" (Gulzar-i Shams), scritto da Mulukshah, un discendente del Ismaili Pir Shams, così come in altre opere.